# Adam Jerzy Bieliński
Adam Jerzy Bieliński (ur. 5 maja 1868 w majątku Dymki, zm. po 1938) – generał brygady Wojska Polskiego.

## Życiorys
Adam Jerzy Bieliński urodził się 5 maja 1868 roku w majątku Dymki, w powiecie borysowskim ówczesnej guberni mińskiej. Walczył na wojnie rosyjsko-japońskiej i I wojnie światowej. Dowodził rosyjskim pułkiem kawalerii. Jesienią 1917 roku został dowódcą Legii Oficerskiej Jazdy I Korpusu Polskiego w Rosji, a później szefem Wydziału Mobilizacyjnego Naczpolu. Po opuszczeniu Mińska przez oddziały I Korpusu zorganizował w nim samoobronę i kierownictwo akcji oswobodzenia miasta po czyn został pierwszym komendantem miasta.
23 grudnia 1918 roku został przyjęty do Wojska Polskiego, z zatwierdzeniem posiadanego stopnia pułkownika ze starszeństwem z 19 listopada 1915 roku i przydzielony z dniem 30 listopada 1918 roku do Sekcji Remontu w Departamencie I Mobilizacyjno-Organizacyjnym Ministerstwa Spraw Wojskowych. Następnie pełnił obowiązki zastępcy Generalnego Inspektora Jazdy. 10 marca 1920 roku wyznaczony został na stanowisko szefa Sekcji II Jazdy Departamentu I Broni Głównych i Wojsk Taborowych Ministerstwa Spraw Wojskowych w Warszawie. 1 maja 1920 roku został zatwierdzony z dniem 1 kwietnia 1920 roku w stopniu generała podporucznika, w grupie oficerów byłych Korpusów Wschodnich i byłej armii rosyjskiej. W sierpniu 1921 roku, po przejściu Ministerstwa Spraw Wojskowych na organizację pokojową, został wyznaczony na stanowisko szefa Departamentu II Jazdy.
3 maja 1922 roku został zweryfikowany w stopniu generała brygady ze starszeństwem z 1 czerwca 1919 roku i 31. lokatą w korpusie generałów.
Z dniem 15 maja 1923 roku został mianowany zastępcą dowódcy Okręgu Korpusu Nr III w Grodnie. W czerwcu 1926 roku został członkiem Oficerskiego Trybunału Orzekającego. Z dniem 1 marca 1927 roku został mu udzielony dwumiesięczny urlop z zachowaniem uposażenia, a z dniem 30 kwietnia 1927 roku został przeniesiony w stan spoczynku. Mieszkał w Warszawie przy ulicy Świętej Teresy nr 2.

## Ordery i odznaczenia
- Krzyż Oficerski Orderu Odrodzenia Polski (29 grudnia 1921)[14][15]
- Krzyż Walecznych (czterokrotnie)
- Medal Zwycięstwa („Médaille Interalliée”) – 1925[16]
- Oficer Orderu Legii Honorowej (Francja, 1921 – zezwolenie Naczelnika Państwa)[17]